# Эрлангенская рукопись

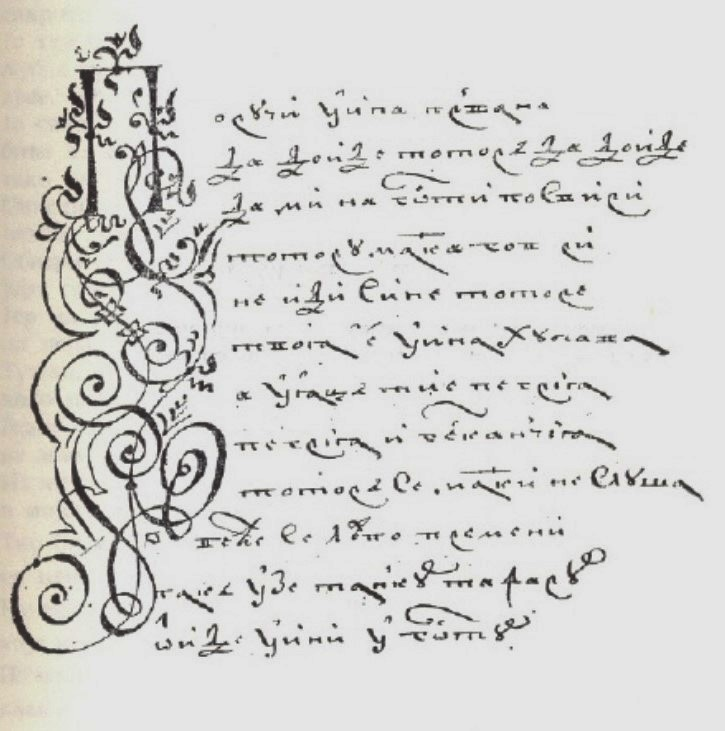
Пример страницы "Эрлангенской рукописи", песня № 48

Эрлангенская рукопись (сербский: Ерлангенски рукопис) - анонимный кириллический сборник сербского, боснийского и хорватского фольклора, являющийся самым важным собранием балканских песен до выхода книг Вука Караджича.

## История находки
Тексты «Эрлангенской рукописи» в полной мере стали известны учёным только в 1925 году, хотя были записаны приблизительно в 20-е годы XVIII века. Точные обстоятельства записи доподлинно не известны. Предполагают, что её вёл какой-то немец, быть может, писарь или офицер, служивший на Военной границе, которая разделяла Австро-Венгрию и Турцию.
Считается, что рукописный сборник был составлен между 1716 и 1733 гг..для принца Евгения Савойского, который командовал австрийскими войсками в Австро-турецкой войне 1716-1718 годов.
Согласно последним данным, которые приводит Мария Клеут, сборник был создан в окрестностях города Славонски-Брод в период с 1708 по 1723 год по инициативе коменданта крепости Брод генерала Максимилиана Петраша (Maximilian von Petrasch).
Рукопись унаследовал его сын Йозеф Петраш, библиофил и полиглот. После его смерти собрание, куда входила и Эрлангенская рукопись, стало собственностью Учёного общества в Альтдорфе, а затем перешло к университетской библиотеке в Эрлангене.
В 1913 году в библиотеке университета Эрлангена рукопись была обнаружена филологом Элиасом фон Штайнмайером.
В феврале 1914 года немецкий лингвист, профессор славянской филологии в Мюнхене Эрих Бернекер сделал первое публичное сообщение о ней Баварской академии, а его ученик Герхард Геземан подготовил её к печати. Книга впервые была издана в Сремских Карловцах в 1925 году. Йосип Матешич посвятил ей труд „Die Erlangener serbokroatische Liederhandschrift”.

## Описание
Рукопись состоит из 217-ти десятисложных народных песен и является самой крупной ранней коллекцией южнославянских, в том числе и болгарских, произведений устного народного творчества, при этом до 46-ти песен происходят из мусульманской среды.
Записывая песни, собиратель постоянно путал звуки «б» и «п», «з» и «с», «т» и «д», «к» и «г» и т. д., отчего многие слова текстов довольно трудно прочитать. Как пишет Юрий Иванович Смирнов, «песни «Эрлангенской рукописи» до сих пор не «переведены» на удобочитаемый в орфографическом отношении язык», однако отчасти эта проблема решена черногорским изданием 1987 года.

## Издания
- Ерлангенски рукопис старих српскохрватских народних песама. Зборник за историју, језик и књижевност српског народа. Прво одељење. Књига XII. Српска краљевска академија. Издао др. Г. Геземан. Сремски Карловци, 1925.
- Ерлангенски рукопис. Зборник старих српскохрватских народних песама. Прередили: Радослав Меденица, Добрило Аранитовић. Nикшић, 1987.

## В художественной литературе
Повесть Антона Уткина "Эрлангенская рукопись".